# Пензанс
Пенза̀нс (на английски: Penzance) е град в Югозападна Англия, графство Корнуол. Разположен е в залива Маунтс Бей на брега на Атлантическия океан, на около 70 km западно от Плимут. Има пристанище и крайна жп гара. Морски курорт. Населението му е 20 255 души по данни от преброяването през 2001 г.

## История
„Пензанс“ е последният град преди нос Ландс Енд. Известен е със своите пирати и климата си, който е толкова мек (благодарение на Гълфстрийма), че палмите и субтропичните растения тук са нещо обичайно. Значението на „Пензанс“ до голяма степен се определя от това, че служи като изходна точка за пътуване до замъците на остров Сейнт Майкълс Маунт, свързан със сушата само с настлана с обли камъни пешеходна пътека. В продължение на векове той е бил тема и вдъхновение на местната общност от художници, тъй като изглежда, че сякаш плава във въздуха точно над морето. Той е първоначално построен през 1135 г. като сестринско абатствона по-известното Мон Сен Мишел отвъд Ла Манша в Нормандия. Отдалеч парапетите и терасираните стръмни градини на манастира-замък-крепост оформят романтичния профил на фона на небето с променлива светлина и носени от вятъра облаци. Трудното изкачване до върха на замъка, издигащ се на 75 метра от морето, си струва усилията заради гледките.

## Побратимени градове
- Невада Сити, САЩ